# 周防 (戦艦)
周防（すはう/すおう）は、日本海軍の戦艦。
元はロシア帝国の前弩級戦艦ポベーダ（ロシア語: Победа（パベーダ、勝利の意）、ペレスヴェート級）で、日露戦争の旅順攻囲戦で沈没。
その後、日本海軍に捕獲されたものである。
艦名は旧国名「周防国」にちなむ。
明治天皇に奏聞した候補艦名に「伊豫」があった。
旧式化により一等海防艦に類別。その後、ワシントン海軍軍縮条約により廃棄される。本艦は解体中に転覆、自沈処分となった。

## 艦歴

### 「ポベーダ」
サンクトペテルブルクのBaltic Worksで建造。1898年4月14日/4月26日発注。5月18日/5月30日建造開始。1899年2月9日/2月21日起工。1900年4月28日/5月10日進水。1902年就役。
1898年7月20日/8月1日起工、1900年5月11日/5月24日進水とも。
1902年10月31日/11月13日にLibavaを出発し、1903年6月10日/6月23日に旅順に到着した。
1904年1月27日/2月9日未明、「ペトロパヴロフスク」以下の艦艇が旅順港外に停泊していたところを日本の駆逐隊が襲撃し、戦艦「ツェサレーヴィチ」、「レトヴィザン」と巡洋艦1隻が被雷。次いで同日昼には日本海軍の第一戦隊（三笠、朝日、富士、八島、敷島、初瀬）、第二戦隊（出雲、吾妻、八雲、常盤、磐手）、第三戦隊（笠置、千歳、高砂、吉野）がロシア側と交戦した。この戦闘では「ポベーダ」は2発被弾、もしくは艦中央部の水線付近に被弾して死者2名負傷者4名を出した。または1発被弾して死者2名負傷者3名。
3月9日/3月22日、日本の戦艦「富士」、「八島」が老鉄山越しに旅順港内を砲撃する間接射撃を行い、それに対して「ポベーダ」と戦艦「レトヴィザン」、「ペレスヴェート」が応射した。
3月31日/4月13日、駆逐艦「ストラーシヌイ」が日本の駆逐隊に攻撃されたことを切っ掛けとする出撃の際に戦艦「ペトロパヴロフスク」が触雷、沈没。それに続いて「ポベーダ」も触雷した。機雷は右舷中央部で爆発し艦は11度傾斜したが、注水により傾斜は5度まで回復。「ポベーダ」は自力で港に戻った。修理は5月27日/6月9日に完了した。2隻が触れた機雷は、日本の仮装砲艦「蛟龍丸」が3月30日から31日/4月12日から13日の夜に敷設したものであった。
6月10日/6月23日、「ポベーダ」を含むロシア艦隊は出港したが、日本艦隊と遭遇すると引き返した。この際、戦艦「セヴァストーポリ」が触雷している。
㋄上旬に地上の防衛強化のため艦隊から砲の一部を陸揚げすることが決まり、6月中旬にかけて実行された。「ポベーダ」からは75mm砲6門などが陸揚げされた。
7月28日/8月10日、黄海海戦に参加。海戦時、「ポベーダ」は6インチ砲3門、75mm砲2門、47mm砲1門、37mm砲4門を欠いていた。海鮮で「ポベーダ」は死者4名負傷者29名、または死者3名負傷者38名を出した。。
日本軍は黄海海戦の前ごろから砲台からの港内砲撃を開始しており、「ポベーダ」は9月15日/9月28日に5発の命中弾を受けて死者3名負傷者2名が出た。翌日にも「ポベーダ」は1発被弾し、9月17日/9月30日には8発被弾した。
11月22日/12月5日に203高地の左右の頂上が日本軍に占領されると、そこに観測所を設置した日本軍の砲撃で港内のロシア艦艇は撃沈されていく。「ポベーダ」は11月23日/12月6日に11インチ砲弾5発を受けて炭庫2か所が浸水し6インチ砲1門が破損。翌日、11インチ砲弾23発が命中し、「ポベーダ」は右舷に35度傾いて沈没した（11インチ砲弾15発の命中弾と至近弾で10度傾斜とも）。上甲板に4か所大破孔が生じており、左舷の装甲帯より下の箇所にも8.5m×4.5mの破孔ができていた。また、前檣の損傷が大きく、後日倒壊した。

### 「周防」
1905年（明治38年）1月1日、旅順要塞の降伏にともない、日本海軍に捕獲される。6月7日より浮揚作業に着手。
10月17日、浮揚成功。
同年10月25日、軍艦「周防」と命名される。同日附で捕獲艦肥前〈旧レトヴィザン〉と周防〈旧ポペーダ〉は一等戦艦に類別された。横須賀鎮守府籍。
12月3日、3隻（周防、鎮遠、子日）は旅順を出発する。
周防航海中の12月12日、日本海軍は艦艇類別等級表を改定。戦艦の等級廃止にともない、日本海軍保有の9隻（富士、敷島、朝日、三笠、石見、相模、丹後、肥前、周防）が『戦艦』に類別される。
12月16日、3隻（周防、鎮遠、子日）は佐世保に到着。長崎に移動して修理を実施した。
1906年（明治39年）5月6日、長崎を出発、横須賀に回航された。横須賀海軍工廠で修理を行う。1908年（明治41年）10月、修理完成。
1912年（大正元年）8月28日、日本海軍は艦艇類別等級表の改訂を実施。「周防」は一等海防艦（7000トン以上）に類別変更される。
1914年（大正3年）3月中旬以降、大正天皇皇太子（裕仁親王。のち昭和天皇）、淳宮（秩父宮雍仁親王）、光宮（高松宮宣仁親王）は京都や江田島を行啓することになった。3月20日、三宮は神戸港で戦艦薩摩（先導艦摂津、供奉艦石見）に乗艦し、瀬戸内海を航行する。22日、軍艦3隻（筑波、金剛、周防）は御召艦に合流、艦隊演習を実施した。3隻は数日間にわたり御召艦と行動を共にした。
第一次世界大戦では青島攻略戦に参加、対地砲撃で戦果をあげた。この時は第二艦隊司令長官加藤定吉中将の旗艦であった。
1920年（大正9年）5月、高松宮宣仁親王は海軍兵学校（兵学校長鈴木貫太郎中将）に入学することになった。5月8日、高松宮は宮島駅より軍艦「周防」に乗艦、同日夕刻に江田島に到着した。
ワシントン軍縮条約に基づき、1922年（大正11年）4月1日、周防含め各艦は軍艦籍より除籍。
艦艇類別等級表より削除。
同年7月13日、呉海軍工廠の繋留堀にて解体作業中、漏水のため転覆する。9月25日、引出に成功。「周防」は三ツ子島に曳航されて、護岸用として自沈した。その後、船体を安全に埋める工事が行われた。

## 同型艦
- ペレスヴェート級戦艦
  - ペレスウェート（日本海軍編入後は相模）[75]
  - オスラビア（日本海海戦で沈没）[76]

## 艦長

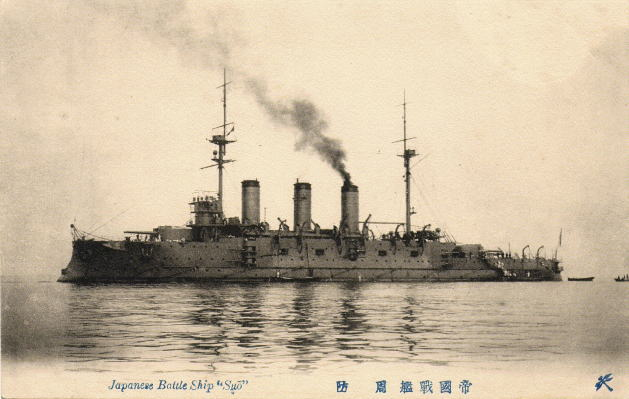

※『日本海軍史』第9巻・第10巻の「将官履歴」及び『官報』に基づく。
- 西紳六郎 大佐：1906年8月30日 - 1907年3月12日
- （兼）茶山豊也 大佐：1907年3月12日 - 4月18日
- 吉見乾海 大佐：1907年4月18日 - 7月1日
- 仙頭武央 大佐：1907年7月1日 - 1908年5月15日
- 小花三吾 大佐：1908年9月1日 - 1909年5月22日
- 田中盛秀 大佐：1909年5月22日 - 1910年4月9日
- 東郷静之介 大佐：1910年4月9日 - 1911年12月1日
- 高木七太郎 大佐：1912年4月30日 - 12月20日
- （兼）広瀬順太郎 大佐：1912年12月20日 - 1913年1月10日
- 吉島重太郎 大佐：1913年4月1日 - 12月1日
- 岡野富士松 大佐：1913年12月1日 - 1914年12月1日
- 下平英太郎 大佐：1914年12月1日 - 1915年4月1日
- 丸橋彦三郎 大佐：1915年4月1日 - 12月13日
- 三村錦三郎 大佐：1915年12月13日 - 1916年12月1日
- 大石正吉 大佐：1916年12月1日 - 1917年12月1日
- 石川秀三郎 大佐：1917年12月1日 - 1918年12月1日
- 樺山可也 大佐：1918年12月1日 - 1919年10月1日
- 小倉嘉明 大佐：1919年10月1日 - 12月1日
- 石井祥吉 大佐：1919年12月1日[77] - 1920年12月1日[78]
- 高倉正治 大佐：1920年12月1日[78] -